# Ilja Grzeskowitz

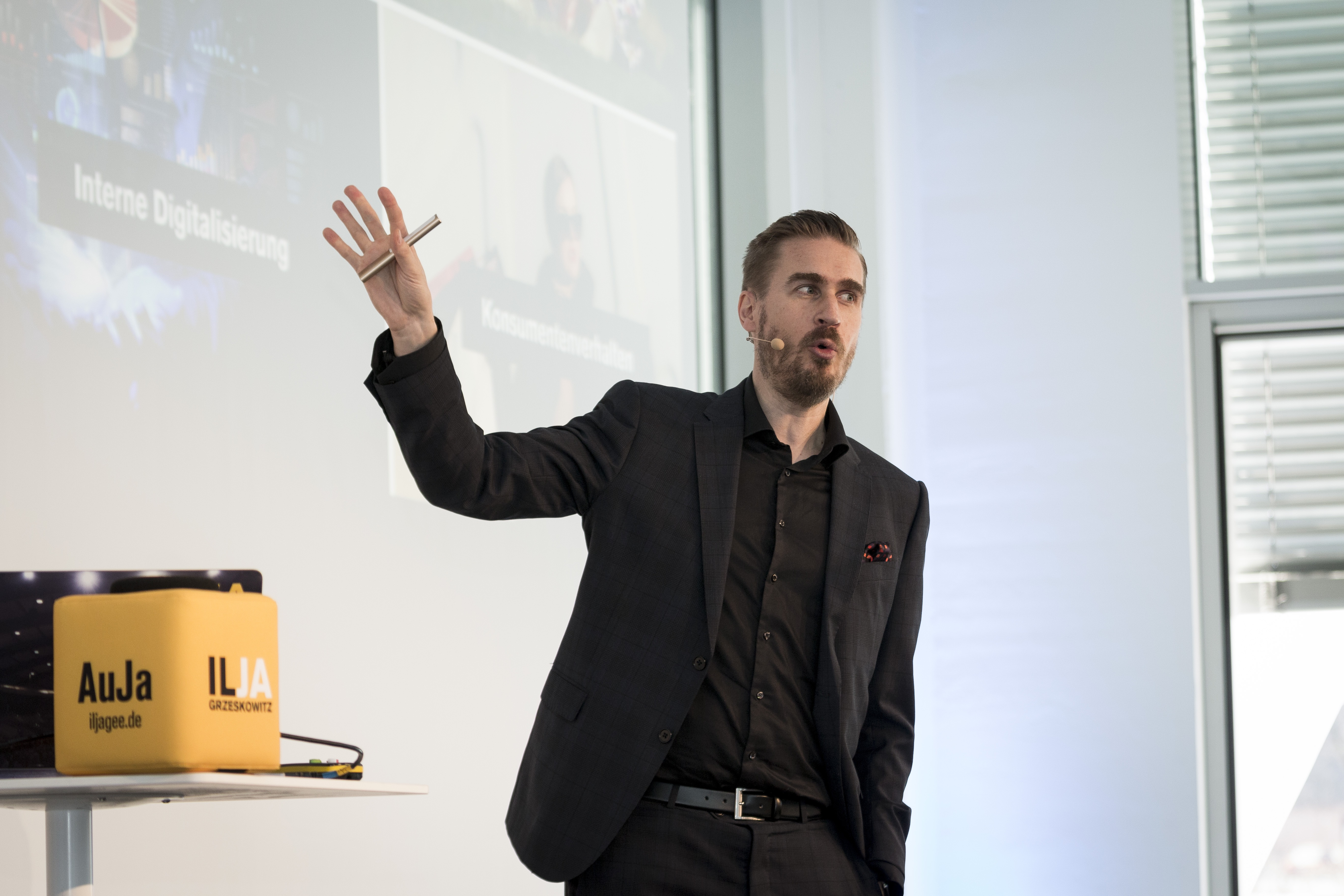
Ilja Grzeskowitz

Ilja Grzeskowitz (* 3. Januar 1975 in Lübeck), gesprochen Gresch-ko-witz, ist ein deutscher Autor, Coach und Redner aus Berlin, der sich auf die Themen Veränderungsmanagement und Motivation spezialisiert hat.

## Vita
Grzeskowitz studierte Wirtschaftswissenschaften mit dem Schwerpunkt Marketing in Greifswald, Mannheim und Hamburg. Danach begann er eine Karriere im Einzelhandel und wurde bald Warenhausgeschäftsführer, unter anderem bei Filialen von Karstadt und IKEA.
Seit 2009 ist er als Buchautor, Veränderungscoach und Redner tätig.
Seit 2016 betreibt Grzeskowitz den Podcast „Die Change Show“, der im Jahr 2019 mehr als 150 Episoden hatte.
Als Redner hält er Vorträge auch in englischer Sprache, so wie 2017 auf dem APSS in Singapur oder 2020 bei TEDx in Kingston.
Grzeskowitz lebt mit seiner Frau und zwei Töchtern in Berlin.

## Autor
Grzeskowitz hat mehrere Bücher zu seinem Themengebiet verfasst, die von Lesern und Journalisten teils umfangreich rezensiert wurden, etwa im Börsenblatt des Deutschen Buchhandels. Das Buch Mach es einfach! wurde von der Berliner Morgenpost zu einem der besten Karrierebücher 2016 gewählt. Das Buch Radikal menschlich aus 2018 wird als "klug und motivierend" beschrieben und die darin aufgestellte Formel "Erfolg = Klarheit + Fokus + Fleiß" herausgestellt.
Seine Publikationen erscheinen auch in anderen Sprachen wie Englisch, Chinesisch oder Tschechisch. Er schreibt regelmäßig Fachbeiträge in deutschen und englischsprachigen Magazinen wie Capital oder Men’s Health.

## Werke (Auswahl)
- Erfolgreich selbstständig als Solopreneur: Selbstbestimmt und profitabel zum digitalen Business; GABAL, 2022, ISBN 978-3967390971.
- The Changemaker Mindset: How Innovation and Change Start with Inner Transformation; MANGO, 2019, ISBN 978-1642500912.
- Radikal menschlich: Erfolgsfaktor Persönlichkeit in Zeiten der Veränderung; Offenbach 2018, ISBN 978-3869368702.
- Let's talk about change, baby! Ein Motivations-Manifest für Unternehmer, Querdenker und alle, die es werden wollen; Gabal Verlag, Offenbach 2017, ISBN 978-3-95623-468-2.
- Mach es einfach! Warum wir keine Erlaubnis brauchen, um unser Leben zu ändern; Gabal Verlag, Offenbach 2016, ISBN 978-3-86936-689-0.
- Das Veränderungs-Journal; Gabal Verlag, Offenbach 2015, ISBN 978-3869366661.
- Die Veränderungsformel. Aus Problemen Chancen machen; Gabal Verlag, Offenbach 2014, ISBN 978-3-86936-591-6.
- Attitüde. Erfolg durch die richtige innere Haltung; Gabal Verlag, Offenbach 2013, 1. Auflage, ISBN 978-3-86936-475-9.
- Denk dich reich! Wohlstand ist Einstellungssache; Redline Verlag, München  2012, ISBN 978-3-86881-347-0.
- Impromptu-Hypnose. Die Kunst, jederzeit und überall hypnotisieren zu können; mvg Verlag, München 2011, ISBN 978-3-86882-246-5.